# Castelmoron-d'Albret

Castelmoron-d'Albret este o comună în departamentul Gironde din sud-vestul Franței. În 2009 avea o populație de 55 de locuitori.

## Evoluția populației
| An        | 1975 | 1982 | 1990 | 1999 | 2006 | 2009 |
| --------- | ---- | ---- | ---- | ---- | ---- | ---- |
| Populație | 79   | 62   | 64   | 62   | 57   | 55   |